# Stiff-person syndrome
Het Stiff-person syndrome (SPS) is een zeldzame neurologische aandoening met onduidelijke oorzaak die wordt gekenmerkt door progressieve spierstijfheid en rigiditeit. De stijfheid treft voornamelijk de rompspieren en wordt gekenmerkt door spasmen, wat resulteert in houdingsafwijkingen. Chronische pijn, verminderde mobiliteit en lumbale hyperlordose zijn veel voorkomende symptomen.
SPS is een auto-immuunziekte en komt voor bij ongeveer één op de miljoen mensen en komt het meest voor bij mensen van middelbare leeftijd. Een kleine minderheid van de patiënten heeft de paraneoplastische variant van de aandoening. Varianten van de aandoening, zoals het stijf-ledemaatsyndroom, dat vooral een specifiek ledemaat treft, worden vaak gezien.
SPS werd voor het eerst beschreven in 1956. Diagnostische criteria werden voorgesteld in de jaren 1960 en twee decennia later verfijnd. In de jaren 1990 en 2000 werd de rol van antilichamen bij de aandoening duidelijker. SPS patiënten hebben over het algemeen glutamaatdecarboxylase (GAD) antilichamen, die zelden voorkomen in de algemene bevolking. Naast bloedtesten voor GAD kunnen elektromyografietesten helpen om de aanwezigheid van de aandoening te bevestigen.
Geneesmiddelen uit de benzodiazepine-klasse zijn de meest gebruikelijke behandeling; ze worden gebruikt om de symptomen van stijfheid te verlichten. Andere veel voorkomende behandelingen zijn baclofen, intraveneuze immunoglobine en rituximab. Er is beperkte maar bemoedigende therapeutische ervaring met hematopoëtische stamceltransplantatie voor SPS.
In 2022 maakte Céline Dion bekend dat zij aan het SPS leed. 